# Zastupitelstvo Moravskoslezského kraje
Zastupitelstvo Moravskoslezského kraje je zastupitelstvem kraje, ve kterém dle zákona o krajích (č. 129/2000 Sb.) zasedá 65 zastupitelů. Volební období zastupitelstva je čtyřleté. Zastupitelstvo se schází podle potřeby, minimálně však jedenkrát za tři měsíce. Zastupitelstvo volí jedenáctičlennou krajskou radu.

## Rada Moravskoslezského kraje 2020–2024
| Portfej              | Člen rady                  | Strana  | Kompetence                                               |
| -------------------- | -------------------------- | ------- | -------------------------------------------------------- |
| Hejtman              | Josef Bělica               | ANO     | strategický rozvoj kraje, zahraniční vztahy a bezpečnost |
| 1. náměstek hejtmana | Jakub Unucka               | ODS     | průmysl, energetika a chytrý region                      |
| Náměstek hejtmana    | Lukáš Curylo               | KDU-ČSL | kultura a památková péče                                 |
| Náměstek hejtmana    | Radek Podstawka            | ANO     | doprava                                                  |
| Náměstek hejtmana    | Martin Gebauer             | ANO     | zdravotnictví                                            |
| Náměstkyně hejtmana  | Šárka Šimoňáková           | ANO     | regionální rozvoj a turistický ruch                      |
| Náměstek hejtmana    | Jaroslav Kania             | ANO     | finance, investice a majetek                             |
| Náměstek hejtmana    | Jiří Navrátil              | KDU-ČSL | sociální oblast                                          |
| Náměstek hejtmana    | Stanislav Folwarczny       | ODS     | školství, mládež a sport                                 |
| Členka rady          | Zdenka Němečková Crkvenjaš | ODS     | životní prostředí                                        |
| Člen rady            | Petr Kajnar                | SOCDEM  | územní plánování                                         |

## Složení zastupitelstva 2000–2004
První krajské volby ovládla ODS. Ta vytvořila radu kraje se zástupci Čtyřkoalice a SNK. Hejtmanem se stal Evžen Tošenovský. Volební účast byla 32 %.

### Výsledky voleb v roce 2000
| Strany a koalice | Strany a koalice                   | Výsledek (procenta/PM)   | Trend |
| ---------------- | ---------------------------------- | ------------------------ | ----- |
|                  | Občanská demokratická strana       | 26,51 % / 20 zastupitelů | ▲+20  |
|                  | Komunistická strana Čech a Moravy  | 24,98 % / 18 zastupitelů | ▲+18  |
|                  | Čtyřkoalice                        | 16,77 % / 12 zastupitelů | ▲+12  |
|                  | Česká strana sociálně demokratická | 15,56 % / 11 zastupitelů | ▲+11  |
|                  | Sdružení nezávislých kandidátů     | 5,54 % / 4 zastupitelů   | ▲+4   |

## Složení zastupitelstva 2004–2008
Vítězství v krajských volbách 2004 dosáhla ODS v čele s lídrem Evženem Tošenovským (37,87 % hlasů). Vznikla tak středo-pravicová koalice ODS + KDU-ČSL, která v zastupitelstvu kraje disponovala 37 hlasy. Hejtmanem byl opětovně zvolen Evžen Tošenovský. Prvním náměstkem hejtmana (pro oblast dopravy a životního prostředí) se stal Pavol Lukša (později TOP 09).

### Výsledky voleb v roce 2004
| Strany a koalice | Strany a koalice                                              | Výsledek (procenta/PM)   | Trend | Volební lídr           |
| ---------------- | ------------------------------------------------------------- | ------------------------ | ----- | ---------------------- |
|                  | Občanská demokratická strana                                  | 37,87 % / 29 zastupitelů | ▲+9   | Evžen Tošenovský (ODS) |
|                  | Komunistická strana Čech a Moravy                             | 21,96 % / 17 zastupitelů | ▼-1   | Josef Babka (KSČM)     |
|                  | Česká strana sociálně demokratická                            | 15,43 % / 11 zastupitelů | ▬     | Hana Nováčková (ČSSD)  |
|                  | Křesťanská a demokratická unie – Československá strana lidová | 11,34 % / 8 zastupitelů  | ▲+8   | Jiří Carbol (KDU-ČSL)  |

## Složení zastupitelstva 2008–2012
Po krajských volbách v roce 2008 vznikla díky vítězství sociálních demokratů (42,63 %) v kraji levicová koalice ČSSD + KSČM. Hejtmanem se stal lídr ČSSD Jaroslav Palas. Komunistický lídr Josef Babka se stal prvním náměstkem hejtmana. Koalici vytvořilo 42 levicových zastupitelů, která zvolila jedenáctičlennou radu kraje.

### Výsledky voleb v roce 2008
| Strany a koalice | Strany a koalice                                              | Výsledek (procenta/PM)   | Trend | Volební lídr           |
| ---------------- | ------------------------------------------------------------- | ------------------------ | ----- | ---------------------- |
|                  | Česká strana sociálně demokratická                            | 47,69 % / 31 zastupitelů | ▲+20  | Jaroslav Palas (ČSSD)  |
|                  | Občanská demokratická strana                                  | 27,69 % / 18 zastupitelů | ▼-11  | Evžen Tošenovský (ODS) |
|                  | Komunistická strana Čech a Moravy                             | 16,92 % / 11 zastupitelů | ▼-6   | Josef Babka (KSČM)     |
|                  | Křesťanská a demokratická unie – Československá strana lidová | 7,69 % / 5 zastupitelů   | ▼-3   | Pavol Lukša (KDU-ČSL)  |

## Složení zastupitelstva 2012–2016
Po krajských volbách v roce 2012 vznikla v kraji opět levicová koalice ČSSD + KSČM, v čele s hejtmanem Miroslavem Novákem. Komunistický lídr Josef Babka se stal prvním náměstkem hejtmana a koalice tvořená 44 hlasy v zastupitelstvu utvořila jedenáctičlennou radu kraje.

### Výsledky voleb v roce 2012
| Strany a koalice | Strany a koalice                                              | Výsledek (procenta/PM)   | Trend | Volební lídr           |
| ---------------- | ------------------------------------------------------------- | ------------------------ | ----- | ---------------------- |
|                  | Česká strana sociálně demokratická                            | 36,92 % / 24 zastupitelů | ▼-7   | Miroslav Novák (ČSSD)  |
|                  | Komunistická strana Čech a Moravy                             | 30,77 % / 20 zastupitelů | ▲+9   | Josef Babka (KSČM)     |
|                  | Občanská demokratická strana                                  | 13,85 % / 9 zastupitelů  | ▼-9   | David Sventek (ODS)    |
|                  | Křesťanská a demokratická unie – Československá strana lidová | 10,77 % / 7 zastupitelů  | ▲+2   | Vít Slováček (KDU-ČSL) |
|                  | Nezávislí                                                     | 7,02 % / 6 zastupitelů   | ▲+6   | Liana Janáčková (NEZ)  |

## Složení zastupitelstva 2016–2020
Koalici v Radě kraje tvořilo ANO, KDU-ČSL a ODS (dohromady 36 zastupitelů v zastupitelstvu). Hejtmanem Moravskoslezského kraje se v tomto volebním období stal Ivo Vondrák, který kandidoval jako nestraník za ANO.

### Výsledky voleb v roce 2016
| Strany a koalice | Strany a koalice | Výsledek (procenta/PM)   | Trend | Volební lídr                |
| ---------------- | --- | ------------------------ | ----- | --------------------------- |
|                  | ANO 2011 | 25,70 % / 22 zastupitelů | ▲+22  | Ivo Vondrák (nestr. za ANO) |
|                  | Česká strana sociálně demokratická | 16,66 % / 14 zastupitelů | ▼-10  | Miroslav Novák (ČSSD)       |
|                  | Komunistická strana Čech a Moravy | 11,38 % / 9 zastupitelů  | ▼-11  | Josef Babka (KSČM)          |
|                  | Křesťanská a demokratická unie – Československá strana lidová                                                                                         | 10,17 % / 8 zastupitelů  | ▲+1   | Lukáš Curylo (KDU-ČSL)      |
|                  | Koalice Svoboda a přímá demokracie – Tomio Okamura (SPD) a Strana Práv Občanů - Svoboda a přímá demokracie – Tomio Okamura (SPD) - Strana Práv Občanů | 7,02 % / 6 zastupitelů   | ▲+6   | Karel Sládeček (SPO)        |
|                  | Občanská demokratická strana | 6,93 % / 6 zastupitelů   | ▼-3   | Jakub Unucka (ODS)          |

## Složení zastupitelstva 2020–2024
Volby vyšly vítězně pro hnutí ANO, které následně vyjednalo vládní koalici s ODS, TOP 09, KDU-ČSL a ČSSD (později SOCDEM). Hejtmanem zůstal Ivo Vondrák z hnutí ANO, který však v červnu 2023 na svou funkci rezignoval. Novým hejtmanem se stal Jan Krkoška, jenž na funkci hejtmana rezignoval v březnu 2024 krátce poté, co jej Obvodní soud pro Prahu 2 uznal vinným z uplácení lékařů. Na přelomu března a dubna 2024 vykonával pravomoci hejtmana 1. náměstek Jakub Unucka. Dne 3. dubna 2024 byl novým hejtmanem zvolen Josef Bělica z hnutí ANO.
V průběhu volebního období došlo také k rozkolům ve hnutích ANO a SPD. V únoru 2023 hnutí ANO opustila skupina zastupitelů okolo tehdejšího hejtmana Iva Vondráka, která po jeho odchodu z funkce založila hnutí Osobnosti pro kraj. Z 6 zastupitelů zvolených za SPD 3 působí jako nezařazení a 3 přestoupili do strany ČSSD – Česká suverenita sociální demokracie.

### Výsledky voleb v roce 2020
| Strany a koalice | Strany a koalice                               | Výsledek (procenta/PM)   | Trend | Volební lídr            |
| ---------------- | ---------------------------------------------- | ------------------------ | ----- | ----------------------- |
|                  | ANO 2011                                       | 30,24 % / 24 zastupitelů | ▲+2   | Ivo Vondrák (ANO)       |
|                  | Občanská demokratická strana s podporou TOP 09 | 13,84 % / 10 zastupitelů | ▲+4   | Jakub Unucka (ODS)      |
|                  | Česká pirátská strana                          | 11,86 % / 9 zastupitelů  | ▲+9   | Zuzana Klusová (Piráti) |
|                  | KDU-ČSL                                        | 9,57 % / 7 zastupitelů   | ▼-1   | Lukáš Curylo (KDU-ČSL)  |
|                  | Svoboda a přímá demokracie (SPD)               | 7,68 % / 6 zastupitelů   | ▬     | Pavel Staněk (SPD)      |
|                  | Česká strana sociálně demokratická             | 6,95 % / 5 zastupitelů   | ▼-9   | Petr Kajnar (ČSSD)      |
|                  | Komunistická strana Čech a Moravy              | 5,89 % / 4 zastupitelů   | ▼-5   | Josef Babka (KSČM)      |

## Složení zastupitelstva 2024–
Volby vyšly vítězně pro hnutí ANO, volebním lídrem hnutí byl Josef Bělica. Na druhém místě skončilo nové uskupení STAN+OK, jejímž lídrem kandidátky byl bývalý hejtman Ivo Vondrák; pro obě uskupení se jedná o první volební období v zastupitelstvu kraje. Naopak ve volbách neuspěli Piráti a po jednom volebním období místa v krajském zastupitelstvu opustili; stejně tak v zastupitelstvu chybí Sociální demokracie, poprvé od vzniku krajských úřadů.

### Výsledky voleb v roce 2024
| Strany a koalice | Strany a koalice | Výsledek (procenta/PM)   | Trend | Volební lídr         |
| ---------------- | --- | ------------------------ | ----- | -------------------- |
|                  | ANO 2011 | 47,22 % / 35 zastupitelů | ▲+11  | Josef Bělica (ANO)   |
|                  | Koalice STAN+OK - Starostové a nezávislí - Osobnosti pro kraj                                                         | 14,67 % / 11 zastupitelů | ▲+11  | Ivo Vondrák (OK)     |
|                  | Koalice SPOLU - Občanská demokratická strana - TOP 09 - Křesťanská a demokratická unie – Československá strana lidová | 13,69 % / 10 zastupitelů | ▼-7   | Radek Kaňa (ODS)     |
|                  | Koalice Stačilo! - Komunistická strana Čech a Moravy - Česká strana národně sociální                                  | 7,40 % / 5 zastupitelů   | ▲+1   | Ivan Strachoň (KSČM) |
|                  | Koalice SPD+Trikolora+PRO - Svoboda a přímá demokracie (SPD) - Trikolora - Právo Respekt Odbornost (PRO 2022)         | 6,53 % / 4 zastupitelé   | ▼-2   | Jan Síla (SPD)       |